# Rosa rugosa
Rosa rugosa és una espècie nadiua d'Àsia oriental, de la Xina nord-oriental, Japó, Corea i el sud-est de Sibèria, on creix a les platges, sovint damunt dunes de sorra. No s'ha de confondre amb Rosa multiflora, que també es de procedència japonesa. La paraula llatina rugosa es refereix a la textura de les fulles.

## Descripció
Rosa rugosa és un arbust que desenvolupa plantes noves de les arrels i forma matolls densos de 1–1,50 m d'altura amb les tiges densament cobertes de punxes rectes i curtes d'uns 3 a 10 mm de llargada. Les fulles fan 8–15 cm de llargada, pinnades amb 5–9 folíols, sovint 7, cada folíol de 3–4 cm de llargada, i amb la superfície arrugada (d'aquí el nom de l'espècie). La fulla és el·líptica amb una base arrodonida o amplament cuneada amb un tacte coriaci i la part superior verd fosc. El darrere de la fulla és d'un color verd grisós amb pels al llarg de les venes. El marge de fulla és compost de dents al llarg de les vores i és crenat-serrat. La flor té cinc pètals que són normalment d'uns 6-9 cm d'amplada. La flor conté 200-250 estams i el nombre d'estils és variable. Les flors fan una olor agradable i són de color entre el rosa fosc fins al blanc (R. rugosa f. alba (Ware) Rehder), fan 6–9 cm de diàmetre, amb els pètals una mica arrugats; la floració ocorre dins primavera.
Els gavarrons són comestibles i s'assemblen als tomàquets cirerols. Són grossos de 2–3 cm de diàmetre, i sovint més curts que el seu diàmetre, no pas allargats; a finals d'estiu i al principi de la tardor les plantes sovint presenten fruits i flors alhora. Una característica típica és que les fulles es tornen groc brillant abans de caure durant la tardor. 

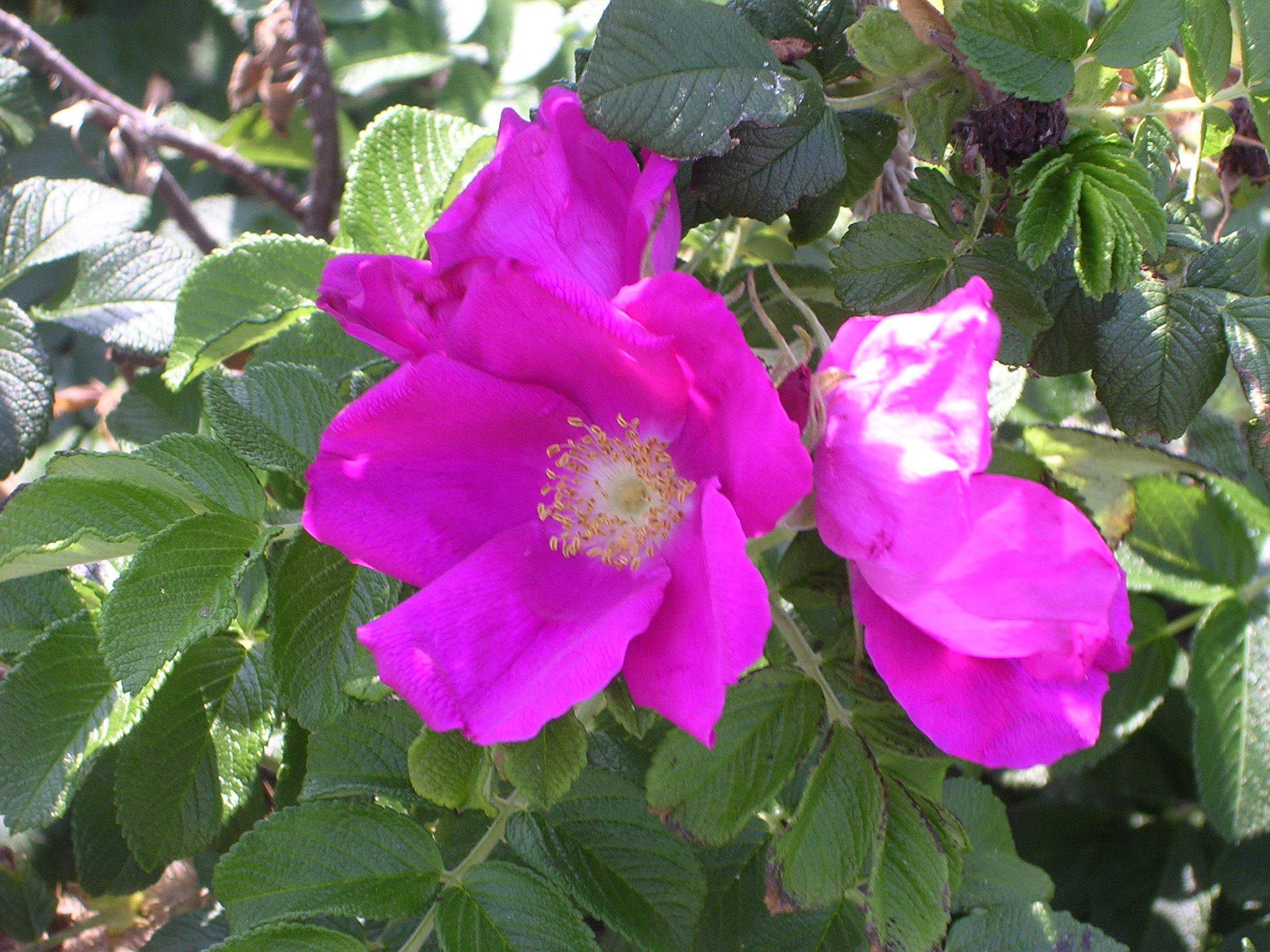
Rosa rugosa, flor

## Història
Aquesta espècie de rosa va ser introduïda a Amèrica des del Japó a mitjans del segle xix; era apreciada perquè tolera els esquitxos d'aigua salada.

## Cultiu i usos
Rosa rugosa és amplament utilitzada com una planta ornamental. Ha estat introduït a àrees nombroses d'Europa i Amèrica del Nord.
Les flors, d'olor dolça, són tradicionalment usades a la Xina per fer melmelada i postres en Xina. També s'utilitzen per fer pot-pourri al Japó i a la Xina. S'empra en medicina tradicional xinesa per tractar la menstruació irregular i la gastritis. Els seus gavarrons, com els d'altres de rosa, són comestibles i poden fer-se servir per preparar confitures, almívars, te, o consumir-se crus.
Aquesta espècie hibrida fàcilment amb moltes altres roses, i és valorada pels rosaristes per la seva resistència considerable a les malalties del rovell i la taca negra. És també summament tolerant als esquitxos d'aigua salada i a les tempestes i, per tant, allà on creix és el primer arbust a aparèixer des de la línia de la costa. És amplament utilitzada en jardineria, sent relativament resistent i no necessitar de gaire cura. Aquestes característiques la fan adequada per plantar en gran nombre i la seva tolerància a la sal la fa útil per plantar al costat de carreteres que necessiten l'aplicació regular de sal per a descongelar-les.

## Varietats
S'han seleccionat nombrosos cultivars per jardineria, de múltiples colors de la flor: des del blanc al vermell fosc-morat, i amb flors semi-dobles o dobles on alguns o tots dels estams són reposats per pètals extres. Alguns exemples de varietats populars inclouen:
- 'Rubra Plena' (semi-doble, amb pètals de color rosa fosc i una forta olor a clavell d'espècia, fulles rugoses verd fosc i gavarrons grossos i rodons de color taronja-vermell)
- 'Hansa' (molt fragant, flors dobles vermell-morades)
- 'Fru Dagmar Hastrup' (rosa, simple)
- 'Pink Grootendorst' (rosa, semi-doble)
- 'Blanc Double de Coubert' (blanc, doble)
- 'Roseraie de L'Haÿ' (rosa, doble), la més comuna i que s'utilitza sovint com a suport d'empelt i pels seus gavarrons, molt ornamentals.[2][3][10][11]

## Aspectes econòmics
Les varietats d'aquesta espècie són venudes en vivers. En cultiu ha estat hibridada amb altres roses. És valorada per les seves flors atractives, i és sovint usada per crear tanques i tallavents. Pot controlar l'erosió i ha estat plantada al llarg de carreteres d'Alemanya i Dinamarca.

## Espècie invasiva i amenaçada
Rosa rugosa es troba naturalitzada en moltes parts d'Europa, i és considerada una espècie invasora en alguns hàbitats, particularment a les costes d'Europa del nord. Va ser introduïda a Anglaterra des del Japó el 1796, i tot seguit a Alemanya el 1845. Aquesta va ser la primera vegada de que es té constància de la seva presència en l'europa continental. El 1875, Rosa rugosa ja havia arribat a Dinamarca i després a Suècia el 1918. El 2001, ja s'havia establert en 61 països europeus. L'espècie s'estén a causa d'ocells i animals que mengen els fruits i de les persones que compren la rosa i se l'enduen a d'altres països. Pot substituir la flora nativa, amençant la diversitat biològica. A Sylt, una illa del nord d'Alemanya, és suficientment abundant per ser coneguda com a "rosa de Sylt".
També es considerada invasora en alguns estats dels EUA. R. rugosa va ser introduïda a Amèrica del Nord per primer cop el 1845. La primera vegada que s'informa de la seva naturalització en un indret lluny del lloc en què havia estat plantada va ser el 1899 a Nantucket. El 1911, la planta ja s'havia estès ràpidament. El 1920, la rosa s'havia establert a Nantucket i a Connecticut. Deu anys més tard es va afirmar que s'estava "escampant ràpidament" i avui està naturalitzada per tota la costa de Nova Anglaterra Nova i ha aparegut en alguns indrets de les regions Nord-est i del Nord-oest del Pacífic dels EUA.
Tot i que és nadiua de la Xina, en aquest país ha estat designada com una espècie en perill a causa d'un marcat descencs de la seva població.

## Al·lergogen potencial
El pol·len o la fragància de la rosa pot causar una reacció al·lèrgica.

## Noms comuns en d'altres llengües
En català no té nom comú al ser forana.
En anglès té molts noms comuns, alguns dels quals fan referència a la semblança dels seus fruits amb el tomàquet, com ara beach tomato (tomàquet de platja) o sea tomato (tomàquet de mar); others include saltspray rose (rosa de boira salina), beach rose (rosa de platja), potato rose (rosa de patata) i Turkestan rose (rosa del Turkestan). En algunes parts dels Estats Units anomenen els seus gavarrons beach plums (prunes de mar), cosa que provoca confusió amb la planta que du correctament aquest nom: Prunus maritima.
En japonès, s'anomena hamanasu (浜茄子) "albergínia de platja", hamanashi (浜梨) "pera de platja" o simplement "bara" (玫瑰) "rosa". En xinès mandarí, s'anomena méi guì huā (玫瑰花) "rosa" o cì méi guì (刺玫瑰) "rosa espinada". En coreà, l'espècie s'anomena haedanghwa (Hangul 해당화, 海棠花) literalment "flors prop de la vora del mar".